# Sarah Walker
Sarah Walker (n. 10 iulie 1988, Whakatāne⁠(d), Bay of Plenty Region⁠(d), Noua Zeelandă) este o ciclistă de performanță ce a reprezentat Noua Zeelandă, medaliată olimpică. A participat la 2 ediții ale Jocurilor Olimpice (2008, 2012) în care a câștigat o medalie de argint.